# Anax maclachlani
Anax maclachlani – gatunek ważki z rodziny żagnicowatych (Aeshnidae).